# 龔寶蓮
龔寶蓮，字印之，号靜軒，順天府大興縣人，清朝政治人物。道光二十一年（1841年）殿試第一甲第二名進士（榜眼）。授翰林院編修。官至詹事。

## 軼事
道光初年，大臣赵礼甫出一上联給好友叶延琯：“马宾王，骆宾王，马骆各宾王。”其中“马宾王 ”（名马周、字宾王）、骆宾王均為唐朝人物，前者是朝中大臣，后者是文学名家。叶延琯绞尽脑汁，也未能对出下联。直到道光三十年乡试，大臣龙僖和龚宝莲分别出任贵州与云南两省主考官。叶延琯想起多年前的绝对，想出下联：“龙主考，龚主考，龙龚共主考。”完成了珠联璧合的名聯。